# خوسيه كارلوس بيسيرا
خوسيه كارلوس بيسيرا (بالإسبانية: José Carlos Becerra)‏ هو شاعر مكسيكي، ولد في 21 مايو 1936 في فيلاهيرموسا في المكسيك، وتوفي في 27 مايو 1970 في برينديزي في إيطاليا بسبب حادث مرور.